# Петухов, Виктор Иванович
Виктор Иванович Петухов (7 февраля 1899 года, Вятка — 14 марта 1968 года, Москва) — советский военный деятель, генерал-майор (31 марта 1943 года).

## Начальная биография
Виктор Иванович Петухов родился 7 февраля 1899 года в Вятке.
Учился в Вятском реальном училище.

## Военная служба

### Первая мировая и гражданская войны
В июле 1916 года после окончания шестого класса реального училища призван в ряды Русской императорской армии и направлен юнкером в Казанское военное училище, после окончания которого в декабре 1916 года произведён в прапорщики и направлен младшим офицером в 106-й запасный пехотный полк, дислоцированный в Вятке и Перми.
В июле 1917 года с маршевой ротой направлен в Анапский 335-й пехотный полк (84-я пехотная дивизия, Румынский фронт), в составе которого служил на должностях младшего офицера и выборного командира роты и принимал участие в боевых действиях в Карпатах. В феврале 1918 года В. И. Петухов был демобилизован из рядов армии в чине подпоручика, после чего вернулся на родину и работал рабочим службы пути.
В июне 1918 года добровольцем призван в ряды РККА и направлен красноармейцем служил в Вятский военный комиссариат, а в ноябре того же года переведён на должность командира взвода на Вятские пехотные командные курсы. В период с февраля по март 1921 года, находясь на должности командира взвода в составе курсантского лыжного отряда, принимал участие в боевых действиях против бандформирований в районе Тюмени и на тобольском направлении.

### Межвоенное время
После войны продолжил служить командиром взвода на Вятских пехотных командных курсах, с сентября 1923 года — начальником пулемётной команды этих же курсов, а в мае 1924 года — начальником пулемётной команды на Сумских командных курсах.
В ноябре 1924 года направлен в 15-ю стрелковую дивизию (Украинский военный округ), где назначен на должность адъютанта 2-го разряда 44-го стрелкового полка, в октябре 1925 года — на должность помощника начальника оперативной части штаба дивизии, а в марте 1926 года переведён в 43-й стрелковый полк, где служил на должностях адъютанта 2-го разряда, командира стрелковой роты и инструктора 2-го разряда.
В 1927 году окончил курсы «Выстрел» и в декабре того же года переведён в Киевскую объединённую военную школу имени С. С. Каменева, где служил на должностях адъютанта 1-го разряда, командира стрелковой и пулемётной рот.
В июне 1931 года В. И. Петухов направлен в 17-ю стрелковую дивизию (Московский военный округ), где служил на должностях для поручений высшего оклада, командира батальона и начальника штаба 50-го стрелкового полка. В ноябре 1939 года назначен на должность помощника начальника оперативного отдела штаба 21-го стрелкового полка, а в январе 1940 года — на должность начальника штаба 271-го стрелкового полка этой же дивизии, после чего принимал участие в боевых действиях в ходе советско-финской войны. В период с 5 марта по 10 мая 1940 года исполнял должность командира этого же 271-го стрелкового полка.
В мае 1940 года назначен на должность начальника 1-го отделения 2-го отдела (боевой подготовки) штаба Московского военного округа.

### Великая Отечественная война
С началом войны подполковник В. И. Петухов в составе группы офицеров штаба округа был направлен на формирование Полевого управления Южного фронта и в июле 1941 года назначен на должность старшего помощника начальника оперативного отдела штаба этого фронта, после чего принимал участие в планировании боевых действий войск фронта в ходе Киевской стратегической, Донбасской оборонительной, Ростовской и Барвенково-Лозовской наступательных операций. В феврале 1942 года полковник В. И. Петухов назначен в группу для особых поручений при Военном совете Южного фронта, в мае — вновь на должность старшего помощника начальника оперативного отдела, а в июне — на должность заместителя начальника штаба и начальника оперативного отдела штаба 37-й армии, которая вела тяжелые оборонительные боевые действия в ходе Донбасской, Моздок-Малгобекской и Нальчикско-Орджоникидзевской оборонительных операций.
5 декабря 1942 года полковник Петухов назначен на должность командира 295-й стрелковой дивизии, которая вскоре принимала участие в ходе Северо-Кавказской наступательной операции и освобождении городов Нальчик, Пятигорск, Ессентуки, Армавир и затем — в Краснодарской наступательной операции.
В феврале 1943 года назначен на должность начальника штаба 37-й армии, а в мае того же года направлен на учёбу на ускоренный курс в Высшей военной академии имени К. Е. Ворошилова, после окончания которого в феврале 1944 года назначен на должность начальника штаба 21-й армии, находившейся в резерве Ставки Верховного Главнокомандования и 28 апреля включённой в Ленинградского фронта, после чего принимавшей участие в боевых действиях в ходе Выборгской наступательной операции.
В июле 1944 года генерал-майор В. И. Петухов назначен на должность начальника штаба 1-го гвардейского стрелкового корпуса, который принимал участие в боевых действиях в ходе Шяуляйской и Мемельской наступательных операций, освобождении городов Елгава и Тельшяй и вскоре — против курляндской группировки войск противника.

### Послевоенная карьера
После окончания войны находился на прежней должности. В августе 1945 года корпус был передислоцирован в Московский военный округ.
В декабре 1946 года переведён в Управление боевой подготовки Сухопутных войск, где назначен на должность начальника 10-го, в марте 1947 года — на должность начальника 3-го, в мае 1948 года — на должность начальника 4-го, в марте 1950 года — на должность начальника 5-го, в апреле 1950 года — на должность начальника 4-го, в феврале 1953 года — на должность начальника 3-го и в мае того же года — на должность начальника 2-го отделов.
Генерал-майор Виктор Иванович Петухов 12 мая 1954 года вышел в запас. Умер 14 марта 1968 года в Москве. Похоронен на Новом Донском кладбище.

## Награды
- Два ордена Ленина (01.04.1943, 21.02.1945)[4];
- Пять орденов Красного Знамени (07.04.1940[1], 04.01.1942, 03.11.1944, 20.06.1949, 05.07.1949)[4];
- Орден Отечественной войны 1 степени (06.06.1945)[4];
- Медали.